# Zeynep Yüksel
Zeynep Yüksel (* 3. Juni 1948 in Istanbul, Türkei) ist eine international bekannte freischaffende Künstlerin, die in Deutschland lebt und arbeitet. Ihre Fachgebiete sind freie Grafik-Illustration und Radierung.

## Werdegang
Zeynep Yüksel besuchte die Deutsche Schule Istanbul, an der sie 1969 das Abitur ablegte. Ab 1972 bildete sie sich an der Folkwangschule in Essen zur Diplom-Designerin aus. Seit 1977 ist sie als freiberufliche Essener Künstlerin tätig und heute im dort ansässigen Ruhrländischen Künstlerbund organisiert. Für ihre Werke wurde Yüksel mehrfach mit Preisen ausgezeichnet. Neben der Galeriearbeit lieferte sie auch Buchillustrationen, zuletzt für den Heine-Jubiläums-Band Kennste noch dat alde Leed (2006).

## Stipendien
- Stipendium der Aldegrever Gesellschaft Münster

## Auszeichnungen (Auswahl)
- 1er prix du concours d´artgraphique de Leichtmetall AG à Essen (1975)
- 3ème prix du concours d´artgraphique de Leasing allemande AG à Frankfurt (1977)
- Médaille de FICF (1983)
- Oeuvre préselectionnées BIAM 98, Québec, Canada (1998)